# Proyecto ARTICHOKE
El Proyecto ARTICHOKE (también referida como  Operación ARTICHOKE) fue un proyecto CIA  que investigaba métodos de interrogatorio  a prisioneros  surgido por el temor de ver las técnicas usadas por Corea del Norte con los prisioneros estadounidenses. 

## Desarrollo
Desembocó en el Proyecto BLUEBIRD el 20 de agosto de 1951, manejado por la  Oficina de Inteligencia Científica de la Agencia Central de Inteligencia. Un memorandum dirigido por Richard Helms al Director de la  CIA  Allen Dulles indicaba que  Artichoke se convertía en  Proyecto MKULTRA el  13 de abril de 1953.
El proyecto estudiaba la  hipnosis, forzada por la adicción a la morfina  (y subsecuente síndrome de privación ), y el uso de otros químicos, dentro de otros métodos, para producir amnesia y otros estados vulnerables en sujetos. 
ARTICHOKE fue un programa ofensivo de control mental llevado a cabo por las divisiones de inteligencia de la Marina, Ejército, Fuerza Aérea, y FBI. Además, las metas del proyecto fueron delineadas en un  memo fechado en enero de 1952 que afirmaba, ¿Podríamos hacer que un individuo se olvide de las leyes mas fundamentales de la naturaleza, es decir de su preservación?